# Váci zsinagóga
A váci zsinagóga Vác városában álló, a Váci Zsidó Hitközség tulajdonában lévő, romantikus stílusban épült, 2003 és 2008 között teljesen felújított zsinagóga.

## Története
1864-ben, Alois Cacciari olasz építőmester tervei alapján készült. A második világháború pusztításait a zsinagóga épségben átvészelte, ám ezt követően - tanácsi tulajdonban - egyre elhanyagoltabbá vált, olyannyira, hogy az összeomlás veszélye fenyegette. Tetőszerkezete beomlott, volt időszak, amikor hajléktalanok vertek benne tanyát. A helyi önkormányzattól az 1990-es évek elején a Váci Zsidó Hitközség visszavásárolta az épületet, majd felújíttatta. 2008. június 1-jén adták át a teljesen restaurált épületet, bár a hozzá tartozó telek rendbetétele még várat magára.

### Jelene
A felújítás után a zsinagógában időszakos istentiszteleteket és rendszeresen kiállításokat, előadásokat tartanak.